# Општина Црна Трава
Општина Црна Трава је најмања општина у Србији. Налази се у Јабланичком округу на југоистоку Србије. Према подацима са последњег пописа 2022. године у општини је живело 1.063 становника (према попису из 2011. било је 1.663 становника).

## Географија
На северозападу се ова општина граничи са општином Власотинце, на североистоку са општином Бабушница, а на југу са општином Сурдулица. На југозападу је општина Владичин Хан, док је на западу је град Лесковац. На истоку је државна граница са Бугарском.
Територија Црне Траве је планинског карактера са висинама између 346 и 1721 метра. Окружују је планински врхови Чемерника, Острозуба, Тумбе, Плане (Грамаде) и Власинска висораван. Ове планине су познате по столетним буковим настанима који се у последње две деценије немилице секу. На њима се налазе и два ловна резервата - „Качар - Зеленичје“, отвореног типа, и ограђено Ловиште „Валмиште“, испод Малог Чемерника. Ловишта, а и шуме су богате ловном дивљачи: срна, јелен, дивља свиња, лисица, вук, зец. Последњих деценија пашњацима и шумским пространствима, откако се, због миграције становништва, ливаде не косе а њиве не обрађују, нагло се засева бела бреза, која мења изглед читавог краја.
Територијом општине протиче река Власина, а од већих водотокова ваља поменути градску реку и Рупску реку. Власинско језеро је удаљено 10 km од варошице Црна Трава, а Власотинце 45 km. Најкраћа веза са Јужном Моравом је пут Црна Трава - Рупље - Предејане, који је делом асфалтиран, премда је од виталног значаја за овај крај. И уопште, путна мрежа у општини је у изузетно лошем стању, премда општина преферира на зимске спортове и ловни туризам.

## Насеља
Општина Црна Трава се састоји од 25 насеља.
| Насеље      | Становништво | Становништво | Промена (%) |
| Насеље      | Попис 2011.  | Попис 2022.  | Промена (%) |
| ----------- | ------------ | ------------ | ----------- |
| Бајинци     | 11           | 5            | -54,55%     |
| Банковци    | 31           | 5            | -83,87%     |
| Бистрица    | 2            | 2            | 0,00%       |
| Брод        | 71           | 34           | -52,11%     |
| Вус         | 8            | 2            | -75,00%     |
| Горње Гаре  | 57           | 30           | -47,37%     |
| Градска     | 255          | 170          | -33,33%     |
| Дарковце    | 94           | 69           | -26,60%     |
| Добро Поље  | 19           | 9            | -52,63%     |
| Златанце    | 85           | 49           | -42,35%     |
| Јабуковик   | 46           | 25           | -45,65%     |
| Јовановце   | 27           | 22           | -18,52%     |
| Кална       | 86           | 58           | -32,56%     |
| Криви Дел   | 126          | 64           | -49,21%     |
| Крстићево   | 21           | 15           | -28,57%     |
| Млачиште    | 20           | 12           | -40,00%     |
| Обрадовце   | 24           | 14           | -41,67%     |
| Острозуб    | 1            | 0            | -100,00%    |
| Павличина   | 10           | 10           | 0,00%       |
| Преслап     | 166          | 91           | -45,18%     |
| Рајчетине   | 21           | 10           | -52,38%     |
| Рупље       | 5            | 4            | -20,00%     |
| Састав Река | 30           | 17           | -43,33%     |
| Црна Трава  | 434          | 338          | -22,12%     |
| Чука        | 13           | 8            | -38,46%     |

## Историја
Име места се везује за једну од легенди о Косовској бици. Верује се да су овде неки српски ратници заспали омамљени мирисом отровне траве и због тога пропустили битку.
Црнотравци се за време турског периода насељавају из претежно рударских региона као што су Копаоник, Рашка област и планина Рудник. Током српских сеоба под Арсенијем Трећим Чарнојевићем и Шакабентом већина становништва долази са Косова и Метохије. Статус вароши седиште општине Црна Трава, које народ иначе зове Село, добија 1923. године.
Црна Трава је једно од највећих миграционих подручја у Србији после Другог светског рата, премда је сеоба према Морави и моравским местима и градовима било и раније. По попису становништва, општина Црна Трава је 1948. године имала 13614 становника, 1953. године - 12902, 1961. године - 12319, 1971. године 9672, 1981 - 6366 становника, а данас ни половину од последње цифре. Прва исељавања везују се за колонизацију у Војводини. Тако ће се из Калне у Српски Милетић одселити 20 фамилија, а већ 1962. године из неких села (Млачиште, Бајинци) 30 - 40% становништва се одселило. Данас је Црна Трава по старосној структури становништва најстарија општина у Европи, а по броју становника вероватно најмања. Већина Црнотраваца се иселила у градове Србије: Београд, Смедерево, Ниш, Лесковац, Крагујевац.
Црнотравци су познати по грађевинарским делатностима у свим крајевима Србије и бивше СФРЈ. Прва грађевинска школа вуче корене од Зидарско-каменорезачког курса, који је у Црној Трави отворен решењем Министарства трговине и индустрије 15. септембра 1919. године. Убрзо после тога слични курсеви се отварају и на Власини (1921), у Сурдулици (1921), Рупљу (1925), Млачишту, Клисури, Масурици и Џепу. Државна грађевинско-занатска школа отворена је 1930. године, по одлуци истог министарства од 12. новембра 1930. године, и радила све до Другог светског рата. После рата, прво је почела рад Грађевинска школа за пословође и ВКВ мајсторе, а доцније и Грађевинска техничка школа.
Данас, када је популационо сведена на мало насеље, Црна Трава више није у стању сама да покрене свој развој. Шта је то условило да изузетно вредни грађевинари, који су се сналазили у свакој врсти посла у белом свету, нису били способни да свој завичај учине бољим и развијенијим - питање је које постављају нове генерације Црнотраваца.

## Демографија
Општина према попису из 2022. године има 1.063 становника што је чини најмањом у Србији. У општини живи 979 пунолетних становника, а просечна старост износи 56,37 година (55,19 за мушкарце и 57,70 за жене).
Општина је већински насељена Србима.
| Етнички састав према попису из 2022.‍ | Етнички састав према попису из 2022.‍ | Етнички састав према попису из 2022.‍ | Етнички састав према попису из 2022.‍ | Етнички састав према попису из 2022.‍ |
| ------------------------------------ | ------------------------------------ | ------------------------------------ | ------------------------------------ | ------------------------------------ |
|                                      |                                      |                                      |                                      |                                      |
| Срби                                 | Срби                                 |                                      | 1.034                                | 97,27%                               |
| Југословени                          | Југословени                          |                                      | 2                                    | 0,19%                                |
| Бугари                               | Бугари                               |                                      | 1                                    | 0,09%                                |
| Мађари                               | Мађари                               |                                      | 1                                    | 0,09%                                |
| Македонци                            | Македонци                            |                                      | 1                                    | 0,09%                                |
| Роми                                 | Роми                                 |                                      | 1                                    | 0,09%                                |
| Руси                                 | Руси                                 |                                      | 1                                    | 0,09%                                |
| Словенци                             | Словенци                             |                                      | 1                                    | 0,09%                                |
| Неизјашњени                          | Неизјашњени                          |                                      | 4                                    | 0,38%                                |
| Непознато                            | Непознато                            |                                      | 17                                   | 1,60%                                |